# Герге Ловренчич
Герге Ловренчич (угор. Lovrencsics Gergő, нар. 1 вересня 1988, Сольнок) — угорський футболіст, правий захисник хорватського «Хайдука» (Спліт) та збірної Угорщини.

## Клубна кар'єра
У дорослому футболі дебютував 2006 року виступами за команду «Будафок МТЕ», звідки за півтора роки приєднався до «Печа», в якому провів три з половиною сезони, взявши участь у 83 матчах чемпіонату.  Більшість часу, проведеного у складі «Печа», був основним гравцем команди і одним з її головних бомбардирів, маючи середню результативність на рівні 0,42 голу за гру першості.
Своєю грою за цю команду привернув увагу представників тренерського штабу клубу «Ломбард», до складу якого приєднався 2011 року. Відіграв за клуб з міста Папа наступні два сезони своєї ігрової кар'єри.
2012 року був на один сезон орендований польським клубом «Лех». За результатами виступів орендованого Ловренчича керівництво «Леха» ухвалило рішення викупити його контракт і 13 липня 2013 року він уклав з польським клубом повноцінний трирічний контракт.
По завершенні контракту з польським клубом повернувся на батьківщину, де 5 липня 2016 року узгодив деталі угоди з «Ференцварошом». Відразу став стабільним гравцем основного складу нової команди, а згодом її капітаном. Тричі поспіль, в сезонах 2018/19, 2019/20 і 2020/21, допомагав «Ференцварошу» виборювати титул чемпіона Угорщини.
У липні 2021 року на правах вільного агента став гравцем хорватського «Хайдука» (Спліт).

## Виступи за збірну
2013 року дебютував в офіційних матчах у складі національної збірної Угорщини. Був у складі команди учасником Євро-2016, на якому виходив на поле у двох матчах. А на континентальній першості 2020 взяв участь у всіх трьох іграх своєї команди на груповому етарі.
Наразі провів у формі головної команди країни 44 матчі, забивши 1 гол.
| Дата       | Місто            | Господарі   | Результат | Гості             | Турнір                               | Голи | Примітки |
| ---------- | ---------------- | ----------- | --------- | ----------------- | ------------------------------------ | ---- | -------- |
| 6-6-2013   | Дьєр             | Угорщина    | 1 – 0     | Кувейт            | товариський матч                     | -    | 46'      |
| 6-9-2013   | Бухарест         | Румунія     | 3 – 0     | Угорщина          | Відбір до ЧС 2014                    | -    | 68'      |
| 5-3-2014   | Дьєр             | Угорщина    | 1 – 2     | Фінляндія         | товариський матч                     | -    | 52'      |
| 4-6-2014   | Будапешт         | Угорщина    | 1 – 0     | Албанія           | товариський матч                     | -    | 73'      |
| 7-9-2014   | Будапешт         | Угорщина    | 1 – 2     | Північна Ірландія | Відбір до ЧЄ 2016                    | -    | 59'      |
| 11-10-2014 | Бухарест         | Румунія     | 1 – 1     | Угорщина          | Відбір до ЧЄ 2016                    | -    | 63'      |
| 14-11-2014 | Будапешт         | Угорщина    | 1 – 0     | Фінляндія         | Відбір до ЧЄ 2016                    | -    | 77'      |
| 18-11-2014 | Будапешт         | Угорщина    | 1 – 2     | Росія             | товариський матч                     | -    | 46'      |
| 11-10-2015 | Афіни            | Греція      | 4 – 3     | Угорщина          | Відбір до ЧЄ 2016                    | 1    | 62'      |
| 12-11-2015 | Осло             | Норвегія    | 0 – 1     | Угорщина          | Відбір до ЧЄ 2016                    | -    | 76'      |
| 15-11-2015 | Будапешт         | Угорщина    | 2 – 1     | Норвегія          | Відбір до ЧЄ 2016                    | -    |          |
| 4-6-2016   | Гельзенкірхен    | Німеччина   | 2 – 0     | Угорщина          | товариський матч                     | -    |          |
| 22-6-2016  | Ліон             | Угорщина    | 3 – 3     | Португалія        | ЧЄ 2016 - 1-й етап                   | -    | 83'      |
| 26-6-2016  | Тулуза           | Угорщина    | 0 – 4     | Бельгія           | ЧЄ 2016 - 1/8 фіналу                 | -    |          |
| 15-11-2016 | Будапешт         | Угорщина    | 0 – 2     | Швеція            | товариський матч                     | -    | 78'      |
| 25-3-2017  | Лісабон          | Португалія  | 3 – 0     | Угорщина          | Відбір до ЧС 2018                    | -    | 46'      |
| 31-8-2017  | Будапешт         | Угорщина    | 3 – 1     | Латвія            | Відбір до ЧС 2018                    | -    | 86'      |
| 3-9-2017   | Будапешт         | Угорщина    | 0 – 1     | Португалія        | Відбір до ЧС 2018                    | -    | 78'      |
| 7-10-2017  | Базель           | Швейцарія   | 5 – 2     | Угорщина          | Відбір до ЧС 2018                    | -    |          |
| 9-11-2017  | Люксембург       | Люксембург  | 2 – 1     | Угорщина          | товариський матч                     | -    | 20', 52' |
| 23-3-2018  | Будапешт         | Угорщина    | 2 – 3     | Казахстан         | товариський матч                     | -    | 46'      |
| 27-3-2018  | Будапешт         | Угорщина    | 0 – 1     | Шотландія         | товариський матч                     | -    |          |
| 6-6-2018   | Берестя          | Білорусь    | 1 – 1     | Угорщина          | товариський матч                     | -    |          |
| 9-6-2018   | Будапешт         | Угорщина    | 1 – 2     | Австралія         | товариський матч                     | -    | 73'      |
| 8-9-2018   | Тампере          | Фінляндія   | 1 – 0     | Угорщина          | Ліга націй УЄФА 2018-2019 - 1-й етап | -    | 63'      |
| 11-9-2018  | Будапешт         | Угорщина    | 2 – 1     | Греція            | Ліга націй УЄФА 2018-2019 - 1-й етап | -    | 62'      |
| 15-10-2018 | Таллінн          | Естонія     | 3 – 3     | Угорщина          | Ліга націй УЄФА 2018-2019 - 1-й етап | -    | 80'      |
| 18-11-2018 | Будапешт         | Угорщина    | 2 – 0     | Фінляндія         | Ліга націй УЄФА 2018-2019 - 1-й етап | -    |          |
| 21-3-2019  | Трнава           | Словаччина  | 2 – 0     | Угорщина          | Відбір до ЧЄ 2020                    | -    |          |
| 24-3-2019  | Будапешт         | Угорщина    | 2 – 1     | Хорватія          | Відбір до ЧЄ 2020                    | -    |          |
| 8-6-2019   | Баку             | Азербайджан | 1 – 3     | Угорщина          | Відбір до ЧЄ 2020                    | -    |          |
| 11-6-2019  | Будапешт         | Угорщина    | 1 – 0     | Уельс             | Відбір до ЧЄ 2020                    | -    |          |
| 9-9-2019   | Будапешт         | Угорщина    | 1 – 2     | Словаччина        | Відбір до ЧЄ 2020                    | -    | 30'      |
| 10-10-2019 | Спліт            | Хорватія    | 3 – 0     | Угорщина          | Відбір до ЧЄ 2020                    | -    | 82'      |
| 13-10-2019 | Будапешт         | Угорщина    | 1 – 0     | Азербайджан       | Відбір до ЧЄ 2020                    | -    | 25'      |
| 19-11-2019 | Кардіфф          | Уельс       | 2 – 0     | Угорщина          | Відбір до ЧЄ 2020                    | -    |          |
| 12-11-2020 | Будапешт         | Угорщина    | 2 – 1     | Ісландія          | Відбір до ЧЄ 2020                    | -    | 61'      |
| 25-3-2021  | Будапешт         | Угорщина    | 3 – 3     | Польща            | Відбір до ЧС 2022                    | -    |          |
| 31-3-2021  | Андорра-ла-Велья | Андорра     | 1 – 4     | Угорщина          | Відбір до ЧС 2022                    | -    |          |
| 4-6-2021   | Будапешт         | Угорщина    | 1 – 0     | Кіпр              | товариський матч                     | -    | 61'      |
| 8-6-2021   | Будапешт         | Угорщина    | 0 – 0     | Ірландія          | товариський матч                     | -    | 46'      |
| 15-6-2021  | Будапешт         | Угорщина    | 0 – 3     | Португалія        | ЧЄ 2020 - 1-й етап                   | -    |          |
| 19-6-2021  | Будапешт         | Угорщина    | 1 – 1     | Франція           | ЧЄ 2020 - 1-й етап                   | -    | 84'      |
| 23-6-2021  | Мюнхен           | Німеччина   | 2 – 2     | Угорщина          | ЧЄ 2020 - 1-й етап                   | -    | 88'      |
| Усього     |                  | Матчів      | 44        |                   | Голів                                | 1    |          |

## Титули і досягнення
- Чемпіон Польщі (1):

«Лех»:  2014-15
- Володар Суперкубка Польщі (1):

«Лех»:  2015
- Володар Кубка Угорщини (1):

«Ференцварош»:  2016-17
- Чемпіон Угорщини (3):

«Ференцварош»:  2018-19, 2019-20, 2020-21
- Володар Кубка Хорватії (2):

«Хайдук»: 2021-22, 2022-23